# Crisantem
Els crisantems, crisàntems o estranys (a les Balears) (Chrysanthemum) són un gènere de plantes amb flor de la família (Asteraceae). És un gènere de prop de 30 espècies, de fanerògames perennes a la família de les asteràcies, nativa de l'Àsia i nord-est d'Europa. Al mercat dels Estats Units d'Amèrica del Nord l'anomenen "mum".

## Taxonomia
El gènere incloïa moltes més espècies, però fa algunes dècades es va dividir en diversos gèneres, la denominació dels gèneres va ser polèmica, però segons una norma del Codi Internacional de Nomenclatura Botànica (anglès ICBN) el 1999 es va decidir canviar el nom d'algunes espècies ben definides del gènere pel de  Chrysanthemum indicum , restablint d'aquesta manera la importància econòmica florística del crisantem. Aquestes espècies van ser, després de la divisió del gènere, però abans de l'arbitratge de l'ICBN, tractades sota el nom genèric  Dendranthema .
Les altres espècies prèviament considerades sota el cenyit criteri del gènere  Chrysanthemum  han estat transferides al gènere  Glebionis . Els altres gèneres separats de  Chrysanthemum  inclouen  Argyranthemum ,  Leucanthemopsis ,  Leucanthemum ,  Rhodanthemum , i  Tanacetum .
Les espècies de  Chrysanthemum  són herbes perennes que arriben de 50 a 150 cm d'alçada, amb fulles profundament lobulades i grans caps florals, blanques, grogues o rosades en les espècies silvestres.

## Història
El cultiu dels crisantems a la Xina com plantes florals es remunta a abans del 1500 aC Una antiga ciutat xinesa va ser cridada Dj-Xian: "ciutat del crisantem". Aquestes flors van ser introduïdes al Japó probablement al segle viii i l'emperador del Japó la va adoptar com la flor del segell imperial. Hi ha un "Festival de la Felicitat" al Japó que homenatja aquesta flor.

La flor va ser portada a Europa al segle xvii. Linneo la va nomenar amb el prefix grec  Χρῦς  ( krysous -  ): daurat (el color de les flors originals), i la desinència superlativa  ἄνθεμον  ( anthemon ) de  τὸ ἄνθος  (flor). 

## Floració

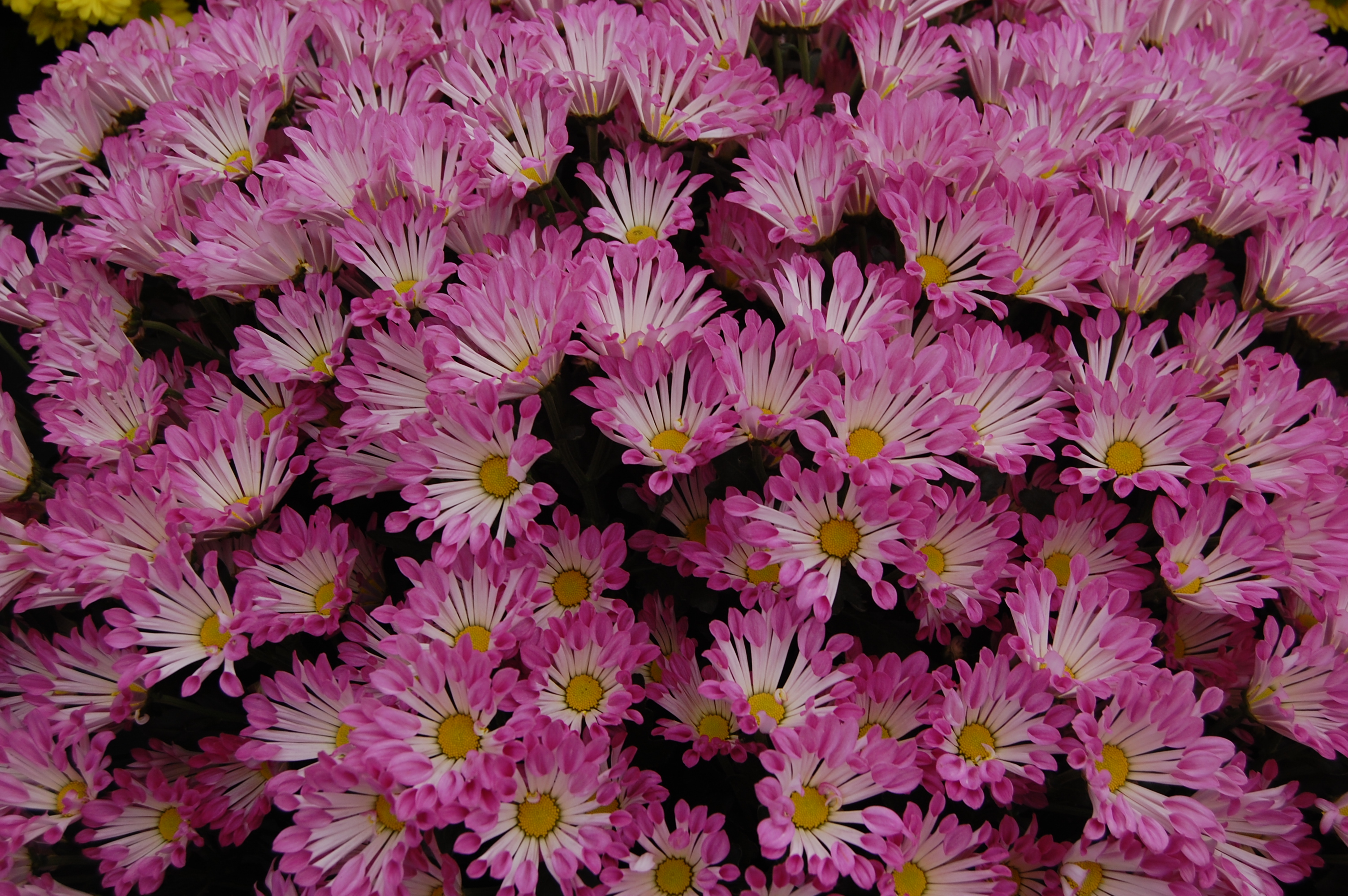
'Dance'

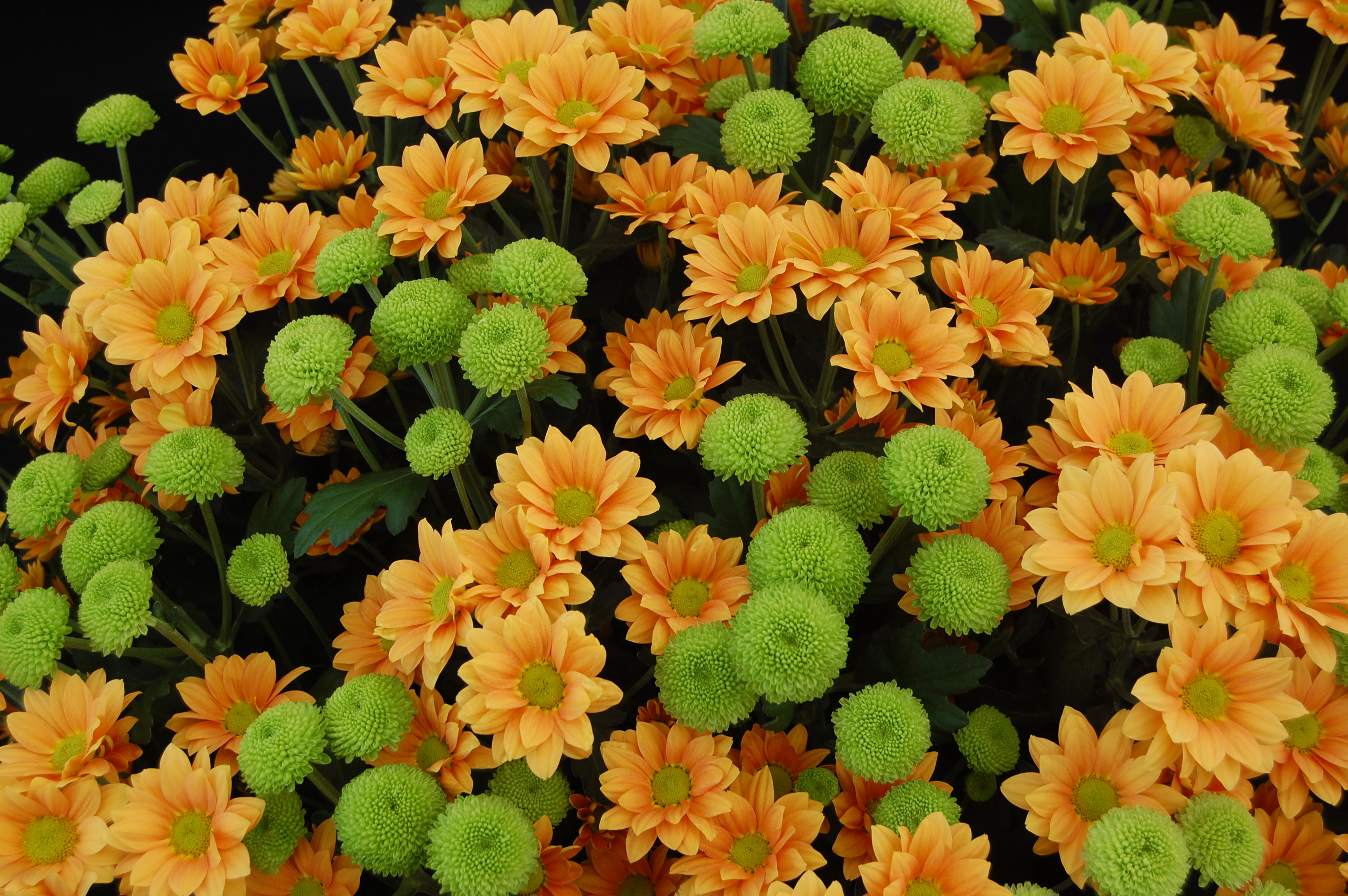
'Enbee Wedding Golden' & 'Feeling Green'

El Chrysanthemum és la flor de novembre o de floració natural quan els dies s'escurcen a la tardor i hivern per a cada latitud. Així en l'hemisferi sud és de floració natural a l'abril, maig, juny. Encara que ara la floricultura, mitjançant tecnologies apropiades la porta al mercat durant tot l'any. S'ha convertit com altres flors en flor de tot l'any per maneig de les seves condicions ambientals com: llarg del dia i temperatura.

## Usos

### Com ornamentació
És una planta que s'adapta molt bé al maneig fotoperiòdic quan es conrea en hivernacles i permet la floració durant tot l'any. La floricultura, amb les seves tècniques de producció massiva de plantes, té una gran quantitat d'eines, que permeten utilitzar les varietats apropiades perquè floreixin en diferents èpoques de l'any.
Els moderns crisantems són molt més decoratius que els seus parents silvestres. Les flors tenen variades formes, semblants a les dàlies, decoratives, com pompons o botons. El gènere conté molts híbrids i es van desenvolupar milers de conreus amb propòsits horticulturals. A més del tradicional daurat, hi ha flors de color blanc, porpra, vermell, etc. L'híbrid més important és  Chrysanthemum × morifolium  (sense.  C. × grandiflorum ), derivat primàriament de  C. indicum  però també involucra a altres espècies.

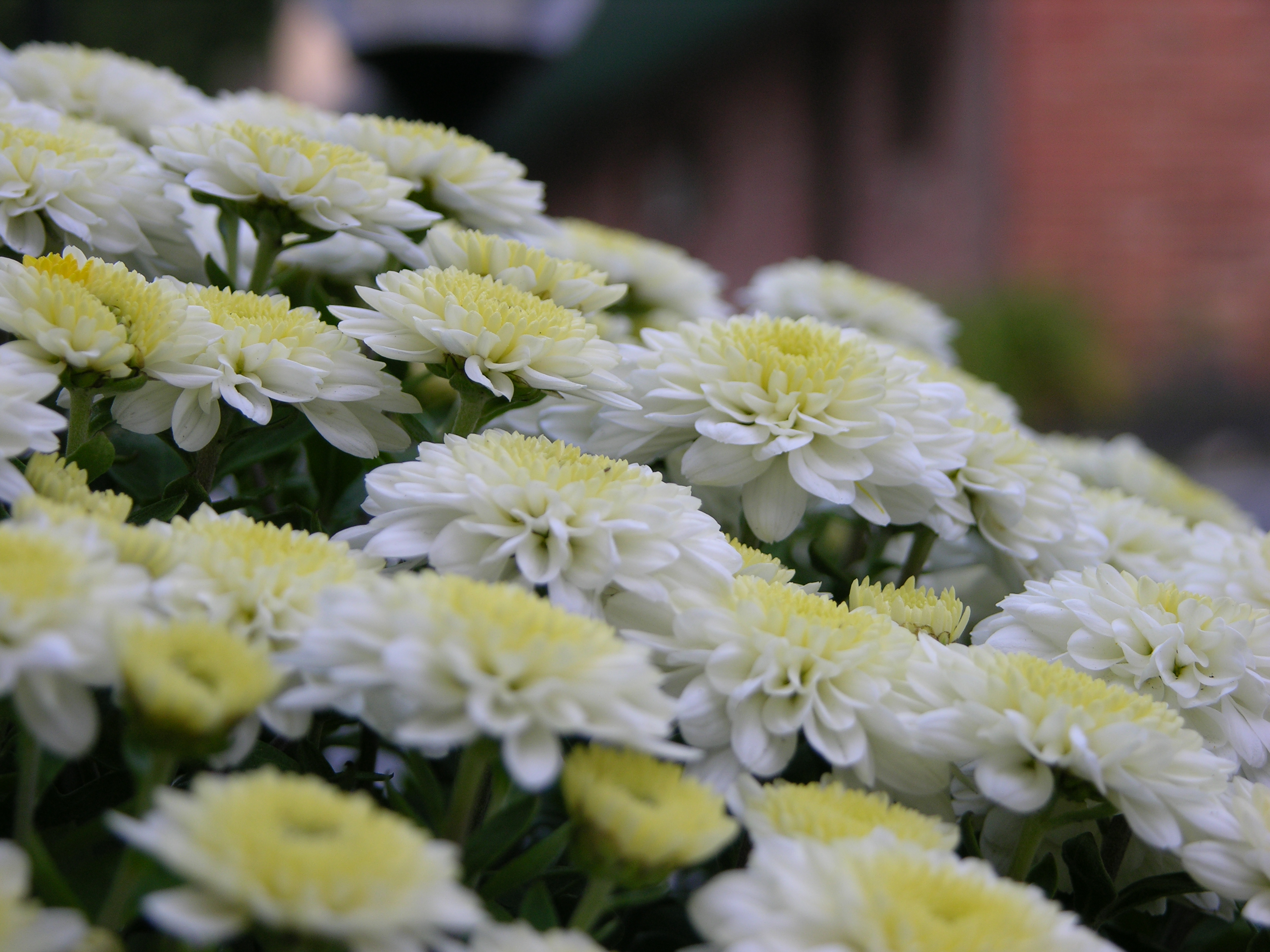
Conjunt de crisantems.

### Com a planta de flor en test
Per a ús en patis, balcons i interiors. S'obté a partir de diversos esqueixos arrelats, que es pincen per estimular el creixement de més tiges. De cada tija lateral brollen flors.

### Com flor tallada
A causa de la gran varietat de formes i colors ia la quantitat de conreessis comercials, és una de les primeres flors tallades del mercat utilitzades en floristeria per a rams.
Les espècies de  Chrysanthemum  són utilitzades com a aliment per les larves d'algunes espècies de Lepidoptera (vegeu llista de lepidòpters alimentats de crisantems).

### Usos culinaris
Les flors grogues o blanques dels crisantems es bullen per fer una beguda dolça en diversos llocs del continent asiàtic. La beguda es coneix com a "te de crisantem" ((xinès)). En l'esmorzar Dim sum el te de crisantem se serveix sempre. Té múltiples usos medicinals, un d'ells com a remei per recuperar-se de la grip.
Les fulles de moltes espècies, com  Chrysanthemum coronarium  i altres, que creixen comercialment a Àsia de l'est, coneguts com a  tung ho  ((xinès)), shungiku  (春菊) s'utilitzen com a verdura. A la Xina, les fulles es fregeixen amb all ( Allium sativum ) i s'asseca salpebrant. El color de les fulles cuinades és negre, amb textura densa i mucilaginosa i sabor fragant i complex.

### En insecticides
El piretro ( Chrysanthemum  [o  Tanacetum ]  cinerariaefolium ) és econòmicament important com a font natural d'insecticida. Les flors seques es polvoritzen i els compostos actius (piretrina), continguts a les peles de les llavors, s'extreuen i es venen en forma d'Oleoresina. Aquesta s'aspergeix com una suspensió en aigua o oli, o com pols. Les piretrines ataquen el sistema nerviós de tots els insectes, i inhibeixen a les femelles de mosquits de picar. Quan no estan presents en quantitats fatals per als insectes segueixen funcionant com repel·lent contra ells. Són perjudicials per als peixos, però molt menys tòxics per als mamífers i per a les aus que molts altres insecticides sintètics i no són persistents, sent biodegradables i descomponent-se fàcilment exposats a la radiació solar. Són considerats entre els insecticides d'ús més segur en proximitat d'aliments. Els piretroides són biocides sintètics basats en el piretro natural, ig, permetrina.

## Significats culturals i simbolisme

L'escut del Japó està format per un crisantem daurat.

En alguns països d'Europa i Japó és una planta ornamental molt popular i conreada.
- Al Japó és la flor nacional.
  - El  Tron de Chrysanthemum  (japonès: 菊花 纹章,  Kikukamonshō  o  Kikkamonshō ) és el nom donat a la posició de l'emperador del Japó. El Chrysanthemum (菊  Kiku ) és el monshō ("divisa" o "corona") de l'emperador del Japó, i així la flor representa a aquest ia la Casa Imperial del Japó. El terme  Kikukamonshō  literalment és el "Segell Imperial del Japó:" Corona de Chrysanthemum ".
- A la Xina, el crisantem és símbol de saviesa, mentre que en altres països ho és d'honestedat.
  - El crisantem és una de les "Quatre Flors Junzi" (四 君子) de la cultura de la Xina (les altres són albercoc, orquídia i bambú), conegut en idioma xinès com  jú  (菊). El  jú  com a terme va ser usat favorablement per l'influent poeta xinès Tao Qian, i és símbol de noblesa.
  - El Festival del Chrysanthemum se celebra anualment a Tongxiang, prop de Hangzhou, Xina.
- Als Estats Units d'Amèrica la flor és normalment considerada com a positiva i significa alegria.
  - Els crisantems són la "flor oficial" de la ciutat de Chicago des de 1961.[1]
- A causa del seu període de floració, a Espanya el crisantem està molt associat a la festivitat del Dia de Tots Sants. Es dipositen multitud de rams d'aquesta flor en la tomba dels difunts.
- A Mèxic es considera una declaració d'amor regalar crisantems.

A més el terme "Chrysanthemum" s'usa també per denominar cert tipus de pirotècnia que produeix un patró de fogonades i trajectòries similars a la flor del Chrysanthemum.

## Taxonomia
- Chrysanthemum aphrodite
- Chrysanthemum arcticum
- Chrysanthemum argyrophyllum
- Chrysanthemum arisanense
- Chrysanthemum boreale
- Chrysanthemum chalchingolicum
- Chrysanthemum chanetii
- Chrysanthemum cinerariifolium - Piretre
- Chrysanthemum coronarium - Coronària, sordonaia
- Chrysanthemum crassum
- Chrysanthemum glabriusculum
- Chrysanthemum hypargyrum
- Chrysanthemum indicum
- Chrysanthemum japonense
- Chrysanthemum japonicum
- Chrysanthemum lavandulifolium
- Chrysanthemum mawii
- Chrysanthemum maximowiczii
- Chrysanthemum mongolicum
- Chrysanthemum morifolium
- Chrysanthemum morii
- Chrysanthemum okiense
- Chrysanthemum oreastrum
- Chrysanthemum ornatum
- Chrysanthemum pacificum
- Chrysanthemum potentilloides
- Chrysanthemum shiwogiku
- Chrysanthemum segetum - Rot de bou, ull de bou, margarides
- Chrysanthemum sinense - Estranys
- Chrysanthemum sinuatum
- Chrysanthemum vestitum
- Chrysanthemum weyrichii
- Chrysanthemum yoshinaganthum
- Chrysanthemum zawadskii